# St. Michael (Osterbuch)

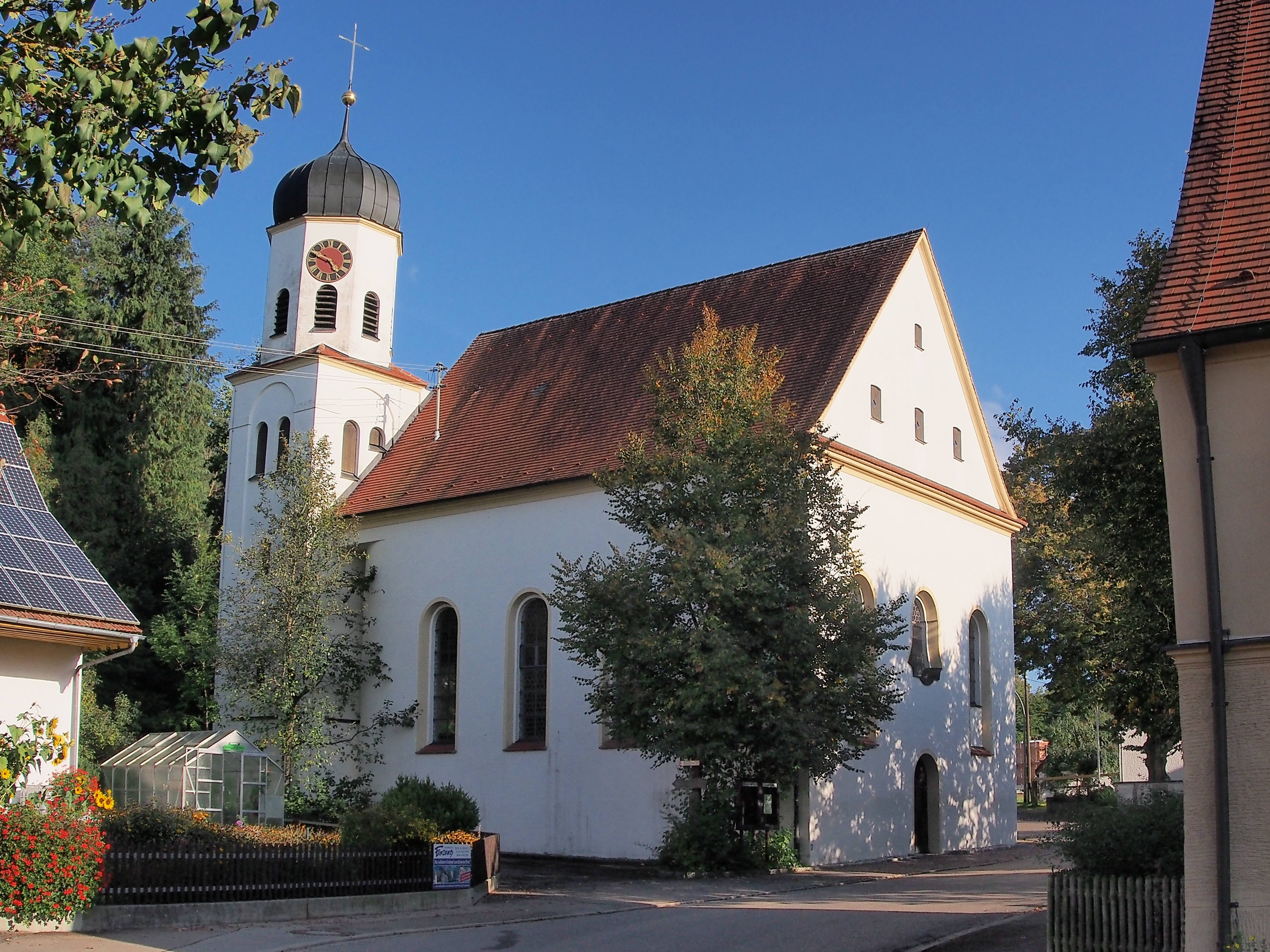
St. Michael in Osterbuch

St. Michael ist eine römisch-katholische Pfarrkirche in Osterbuch, einem Gemeindeteil von Laugna im schwäbischen Landkreis Dillingen an der Donau von Bayern. Das denkmalgeschützte Bauwerk ist in der Liste der Baudenkmäler in Laugna  unter der Nr. D-7-73-143-15 eingetragen. Die Pfarrei gehört zum Dekanat Dillingen des Bistums Augsburg.

## Beschreibung
Die Saalkirche wurde 1768 im Auftrag der Äbtissin des Klosters Holzen errichtet. Sie besteht aus einem Langhaus, einem eingezogenen, flachbogig geschlossenen Chor im Osten und einem Chorflankenturm auf quadratischem Grundriss an der Nordwand. Er wurde mit einem achteckigen Geschoss aufgestockt, das die Turmuhr und den Glockenstuhl beherbergt, und mit einer Zwiebelhaube bedeckt. Der Innenraum des Langhauses ist mit einem Muldengewölbe überspannt, der des Chors mit einer Flachkuppel. Die Fresken an der Decke wurden 1768 von Johann Joseph Anton Huber angefertigt. Der um 1768 aufgestellte Hochaltar und die Kanzel, beide aus Stuckmarmor, werden Joseph Fischer zugeschrieben. Die 1657/58 gemalten Altarretabel, die ursprünglich zum Augsburger Dom gehörten, stammen von Johann Christoph Storer.